# 庫拉什
51°26′57″N 26°31′28″E / 51.44917°N 26.52444°E
庫拉什（烏克蘭語：Кураш），是烏克蘭西北部的村莊，隸屬里夫內州的薩爾內區。該村始建於1755年，面積0.4平方公里，海拔高度153米，2001年人口318，人口密度每平方公里795人。